# Luce (rivière)
Pour les articles homonymes, voir Luce.
La Luce est une petite rivière du département de la Somme, en région Hauts-de-France, et un affluent droit de l'Avre, donc un sous-affluent de la Somme.

## Géographie
La Luce, de 18 km de longueur, prend sa source à proximité de Caix, à l'altitude 64 mètres, près du Haut de Caix et des châteaux d'eau à 97 m et se jette dans l'Avre près de Berteaucourt-lès-Thennes, sur la commune de Thézy-Glimont, à l'altitude de 32 mètres.

### Communes et cantons traversés
Dans le seul département de la Somme, la Luce traverse treize communes et quatre cantons soit dans le sens amont vers aval : Caix (source), Guillaucourt, Wiencourt-l'Équipée, Cayeux-en-Santerre, Ignaucourt, Marcelcave, Aubercourt, Démuin, Hangard, Domart-sur-la-Luce, Thennes, Berteaucourt-lès-Thennes, Thézy-Glimont (confluence).
Soit en termes de cantons, la Luce prend sa source dans le canton de Rosières-en-Santerre, traverse le canton de Moreuil et le canton de Corbie, et conflue dans le canton de Boves, le tout dans les deux arrondissement de Montdidier et arrondissement d'Amiens.

### Toponyme

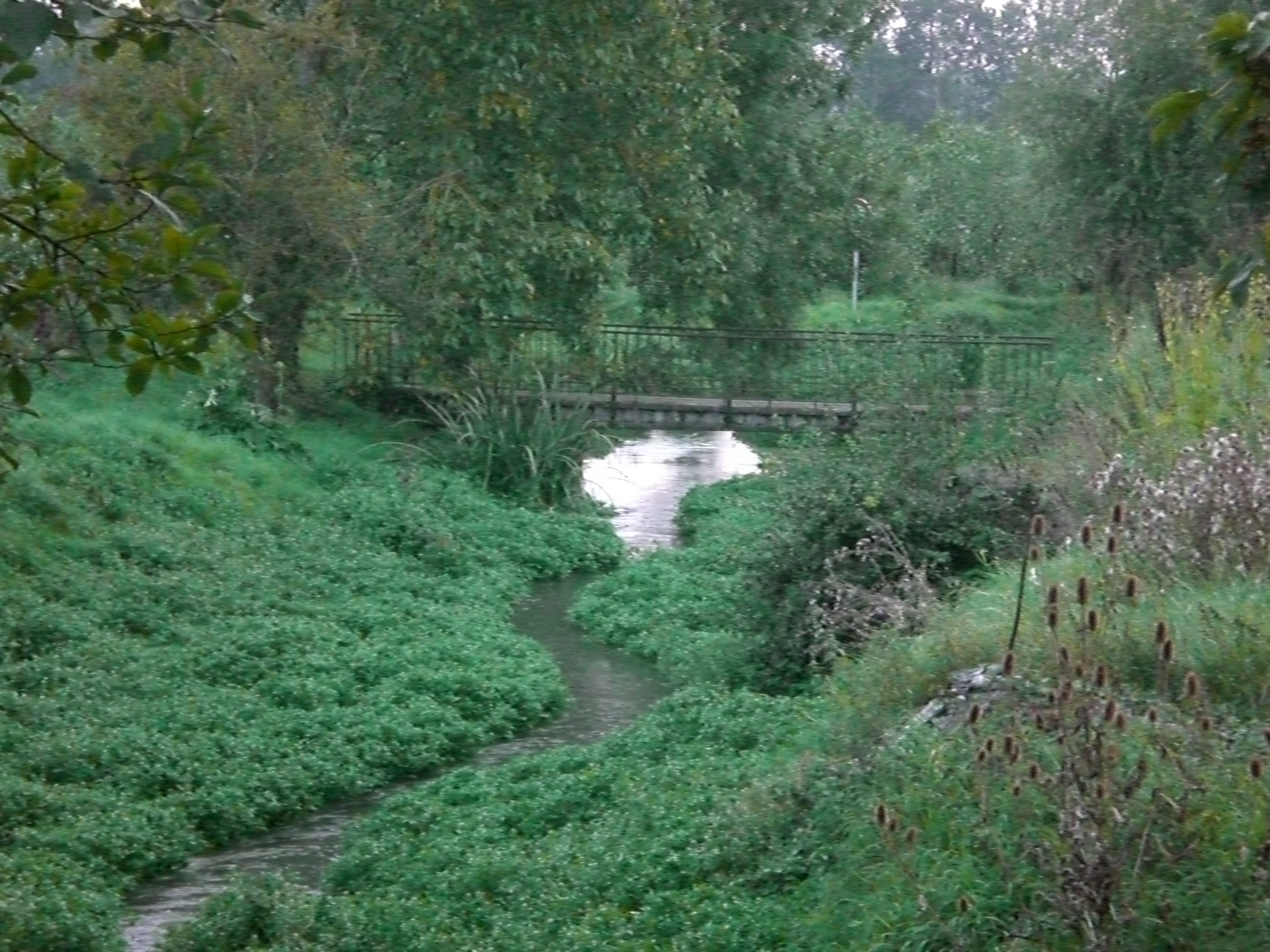
La Luce à Domart-sur-la-Luce.

La Luce a donné son hydronyme a une commune : Domart-sur-la-Luce.

### Bassin versant
La Luce traverse une seule zone hydrographique « l'Avre et le Canal de la Somme de l'écluse numéro 16 Lamotte à l'écluse numéro 17 Amiens ».

### Organisme gestionnaire
La Luce n'est pas couverte par le « syndicat intercommunal d'étude de la vallée de l'Avre et de ses affluents »  qui couvre la haute vallée de l'Avre et les deux affluents correspondants : les Trois Doms et la Brache. Celui-là ne couvre donc pas la Noye et la Luce. L'organisme gestionnaire en est l'Ameva : « Aménagement et valorisation du bassin de la Somme.

## Affluent
La Luce n'a pas d'affluent contributeur référencé.
- Pourtant sur la carte, on voit, le ruisseau la Margot (rg[note 2]), sur les communes d'Ignaucourt, Aubercourt et Demuin[4], ruisseau aussi défluent de la Luce.

### Rang de Strahler
Donc le rang de Strahler est de un.

## Hydrologie
Son régime hydrologique est dit pluvial océanique.

## Aménagements et écologie
La Luce a une station qualité des eaux de surface à Thennes. Celle-ci était mauvaise en 2007. Une station d'épuration à Rosières-en-Santerre est donc inaugurée en 2008 pour améliorer « la qualité des eaux de la haute vallée de la Luce ». La qualité écologique des eaux de surface est encore qualifiée de moyenne, en 2010, sur tout le bassin de l'Avre, excepté la Noye, qualifié de bon état, donc en particulier sur la Luce, avec un objectif de bon état pour 2015.

## Galerie

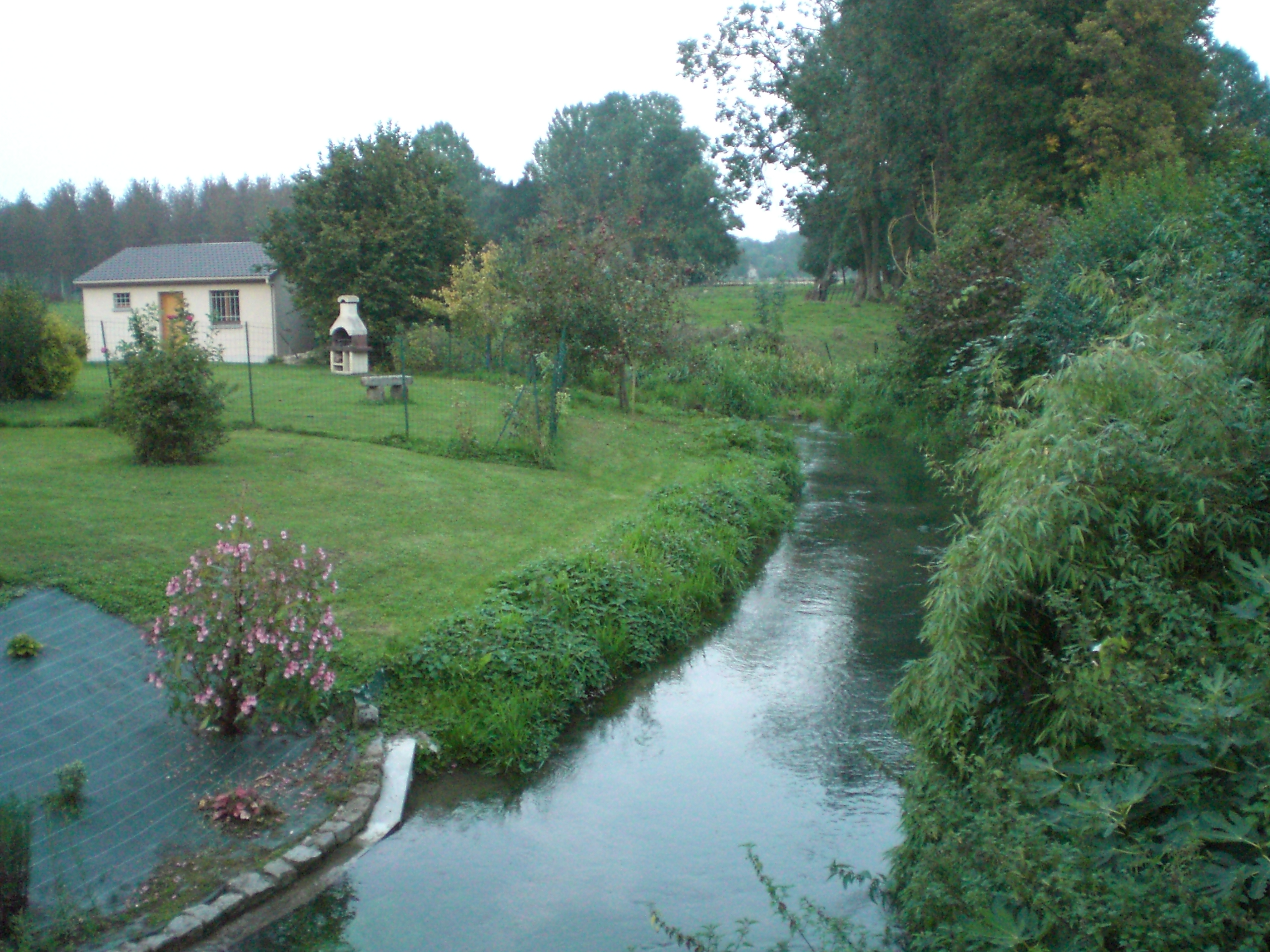
La Luce à Démuin.
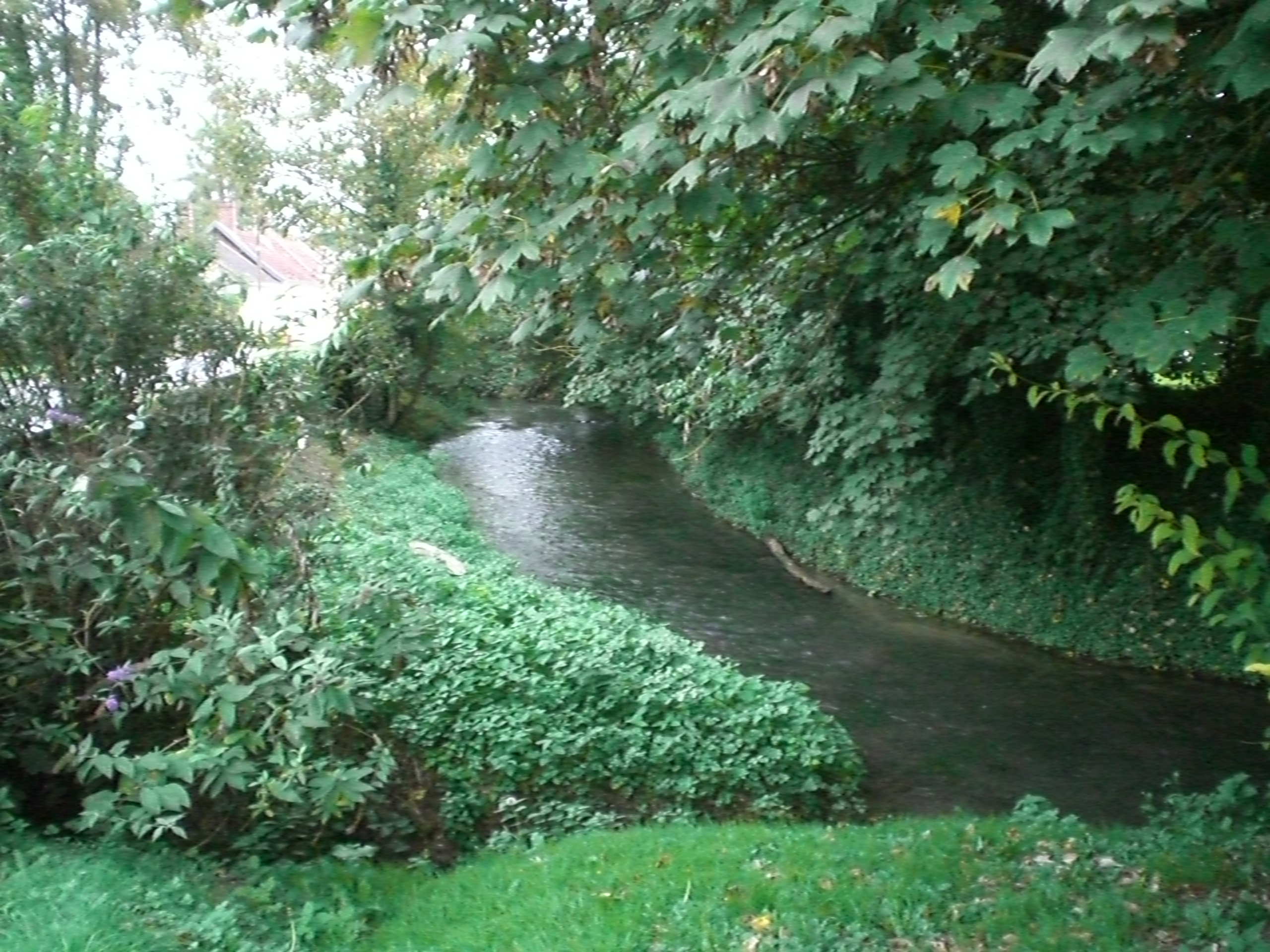
La Luce à Thennes.
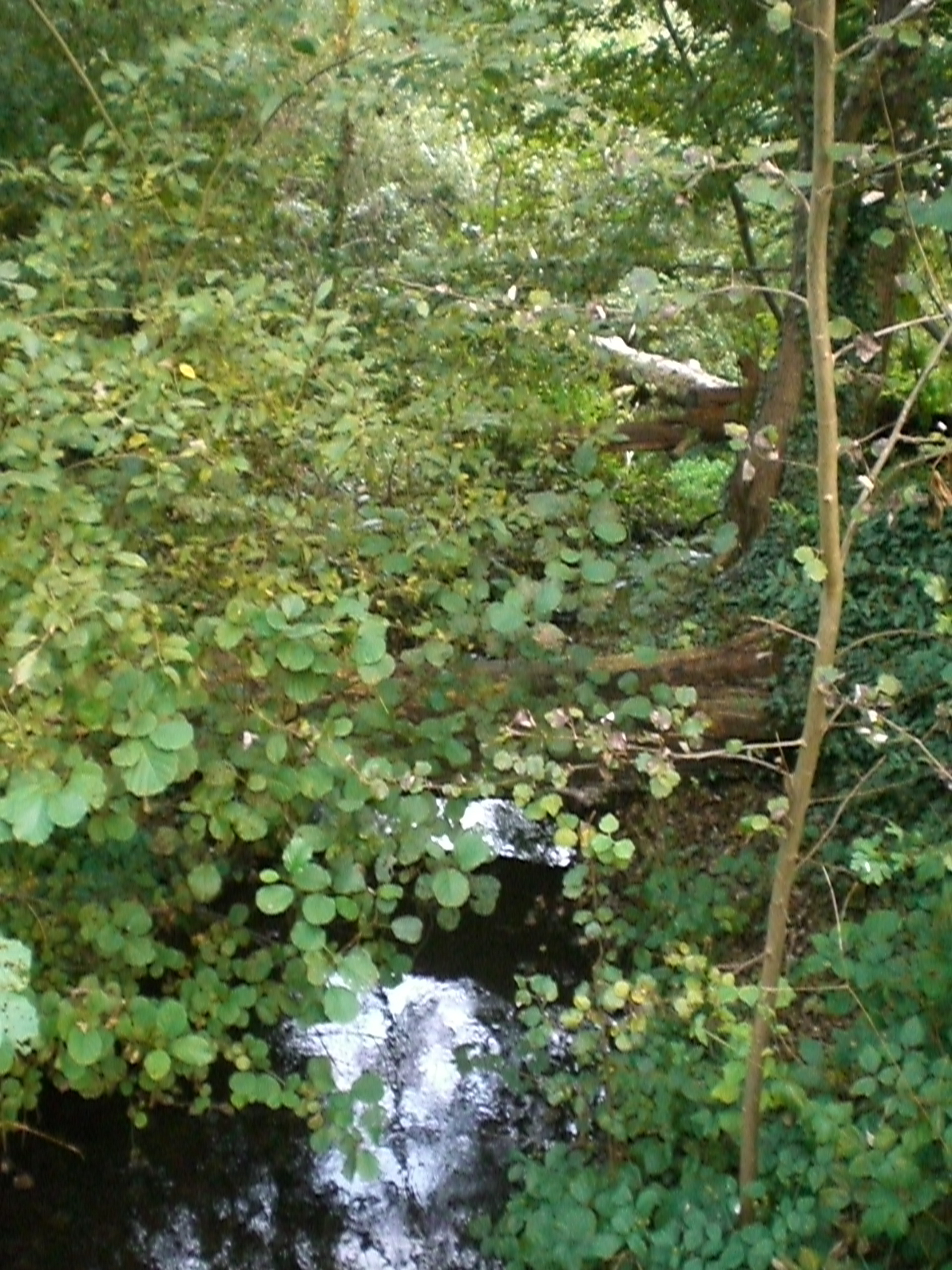
La Luce à Thézy-Glimont, juste avant la confluence avec l'Avre.